# Sản xuất kháng sinh
Sản xuất thuốc kháng sinh là một sự kiện xảy ra tự nhiên, nhờ vào những tiến bộ trong khoa học hiện nay có thể được nhân rộng và cải thiện trong các môi trường phòng thí nghiệm. Do sự phát hiện của penicillin nhờ có Alexander Fleming, và những nỗ lực của Florey và Chain vào năm 1938, việc sản xuất dược phẩm quy mô lớn đã được thực hiện. Như với phát hiện ban đầu của penicillin, hầu hết các kháng sinh đã được phát hiện là kết quả của sự xảy ra. Sản xuất kháng sinh có thể được nhóm lại thành ba phương pháp: lên men tự nhiên, bán tổng hợp và tổng hợp. Khi ngày càng có nhiều vi khuẩn tiếp tục phát triển tính kháng với kháng sinh hiện đang được sản xuất, việc nghiên cứu và phát triển thuốc kháng sinh mới tiếp tục là quan trọng. Ngoài việc nghiên cứu và phát triển sản xuất kháng sinh mới, hệ thống phân phối đóng gói lại quan trọng để cải thiện hiệu quả của các loại thuốc kháng sinh hiện đang được sản xuất. Những cải thiện cho lĩnh vực này đã chứng kiến khả năng bổ sung kháng sinh trực tiếp vào thiết bị cấy ghép, phun thuốc kháng sinh để phân phối trực tiếp và kết hợp kháng sinh với kháng sinh không nhằm cải thiện kết cục. Sự gia tăng của các chủng vi khuẩn gây bệnh kháng sinh đã dẫn đến sự gia tăng khẩn cấp về tài trợ nghiên cứu và phát triển thuốc kháng sinh và mong muốn sản xuất kháng sinh tác dụng mới và tốt hơn.

## Xác định
Mặc dù có nhiều loại kháng sinh đã biết, nhưng dưới 1% các chất kháng sinh có giá trị y tế hoặc thương mại. Ví dụ, trong khi penicillin có chỉ số điều trị cao vì nó thường không ảnh hưởng đến tế bào người, điều này không phải như vậy đối với nhiều loại thuốc kháng sinh. Kháng sinh khác chỉ đơn giản là thiếu lợi thế so với những loại kháng sinh đã sử dụng, hoặc không có các ứng dụng thực tế khác.